# Замойская, Гризельда
Гризе́льда Конста́нция Замо́йская (пол. Gryzelda Konstancja Zamoyska; 27 апреля 1623, Замостье, Королевство Польское, Речь Посполитая — 17 апреля 1672, там же) — польская аристократка, дочь Томаша Замойского, жена князя Иеремии Вишневецкого. Мать короля Речи Посполитой Михаила Корибута.

## Биография
Гризельда принадлежала к одному из самых могущественных магнатских родов Речи Посполитой. Она родилась в 1623 году в семье Томаша Замойского и Катажины Острожской, и произошло это в Замостье — главной семейной резиденции. Гризельда получила образование в Замойской академии. В 1639 году её выдали за князя Иеремию Вишневецкого, владевшего обширной латифундией на Левобережной Украине. В этом браке родился один сын, Михаил Корибут (1640). В 1648 году супругам пришлось оставить Левобережье из-за восстания Хмельницкого, в 1651 году князь Иеремия умер. Княгиня после этого жила в волынских владениях мужа и в Замостье, где пыталась вывести из состояния упадка Академию.
В 1668 году Михаил Корибут был избран королём Речи Посполитой. Гризельда пыталась после этого вмешиваться в государственные дела, но без особого успеха. Отношения между матерью и сыном испортились, так что, по слухам, Михаил Корибут даже начал избегать встреч с матерью. Гризельда умерла в Замостье в 1672 году, сын пережил её всего на год.
Гризельда Вишневецкая стала второстепенным персонажем исторического романа Генрика Сенкевича «Огнём и мечом» (1884).